# Campeonato Africano de Atletismo de 1992
A 8ª edição do Campeonato Africano de Atletismo foi organizado pela Confederação Africana de Atletismo no período de 25 a 28 de junho de 1992 no Stade Anjalay, em Belle Vue, na Maurícia. Foram disputadas 41 provas, com a presença de 336 atletas de 24 nacionalidades. 

## Medalhistas

### Masculino
| Evento                  | Ouro                             | Ouro     | Prata                                 | Prata    | Bronze                               | Bronze   |
| ----------------------- | -------------------------------- | -------- | ------------------------------------- | -------- | ------------------------------------ | -------- |
| 100 metros              | Victor Omagbemi · Nigéria        | 10.34    | Charles-Louis Seck · Senegal          | 10.40    | Johan Rossouw · África do Sul        | 10.43    |
| 200 metros              | Victor Omagbemi · Nigéria        | 21.20    | Emmanuel Tuffour · Gana               | 21.28    | John Myles-Mills · Gana              | 21.31    |
| 400 metros              | Bobang Phiri · África do Sul     | 45.42    | Kennedy Ochieng · Quénia              | 46.23    | Abedinego Matilu · Quénia            | 46.62    |
| 800 metros              | Charles Nkazamyampi · Burundi    | 1:46.95  | Cliffie Miller · África do Sul        | 1:47.19  | Mahjoub Haïda · Marrocos             | 1:47.71  |
| 1 500 metros            | Nelson Chirchir · Quénia         | 3:38.52  | Johan Landsman · África do Sul        | 3:38.60  | Robert Mdogo · Quénia                | 3:39.18  |
| 5 000 metros            | James Songok · Quénia            | 13:24.63 | Worku Bikila · Etiópia                | 13:25.98 | Josphat Machuka · Quénia             | 13:28.85 |
| 10 000 metros           | Josphat Machuka · Quénia         | 27:59.70 | Matthews Motshwarateu · África do Sul | 28:22.57 | Xolile Yawa · África do Sul          | 28:27.82 |
| 110 metros barreiras    | Judex Lefou · Maurícia           | 13.91    | Kobus Schoeman · África do Sul        | 13.92    | Winpie Nel · África do Sul           | 13.98    |
| 400 metros barreiras    | Dries Vorster · África do Sul    | 49.66    | Amadou Dia Bâ · Senegal               | 49.71    | Hubert Rakotombélontsoa · Madagascar | 50.56    |
| 3 000 metros obstáculos | Whaddon Niewoudt · África do Sul | 8:26.44  | Gladstone Kabiga · Quénia             | 8:26.68  | Eliud Barngetuny · Quénia            | 8:38.02  |
| 4×100 metros estafetas  | África do Sul                    | 39.57    | Senegal                               | 39.60    | Nigéria                              | 39.73    |
| 4×400 metros estafetas  | África do Sul                    | 3:06.95  | Senegal                               | 3:07.77  | Quénia                               | 3:08.37  |
| 20 km marcha            | Chris Britz · África do Sul      | 1:29:56  | Johan Moerdyk · África do Sul         | 1:30:54  | Riecus Blignouat · África do Sul     | 1:31:59  |
| Salto em altura         | Yacine Mousli · Argélia          | 2.21     | Othmane Belfaa · Argélia              | 2.16     | Khemraj Naiko · Maurícia             | 2.16     |
| Salto à vara            | Okkert Brits · África do Sul     | 5.35     | Kersley Gardenne · Maurícia           | 5.30     | Riaan Botha · África do Sul          | 5.20     |
| Salto em comprimento    | Ayodele Aladefa · Nigéria        | 7.95     | François Fouché · África do Sul       | 7.91     | Danny Beauchamp · Seicheles          | 7.86     |
| Salto triplo            | Toussaint Rabenala · Madagascar  | 17.04    | Francis Dodoo · Gana                  | 16.43    | Papa Ladji Konaté · Senegal          | 16.23    |
| Lançamento do peso      | Chima Ugwu · Nigéria             | 18.50    | Khalid Fatihi · Marrocos              | 17.49    | Adewale Olukoju · Nigéria            | 17.06    |
| Lançamento do disco     | Adewale Olukoju · Nigéria        | 60.66    | Mohamed Naguib Hamed · Egito          | 57.12    | Dawie Kok · África do Sul            | 55.72    |
| Lançamento do martelo   | Hakim Toumi · Argélia            | 69.80    | Sherif Farouk El Hennawi · Egito      | 68.08    | Charlie Koen · África do Sul         | 63.14    |
| Lançamento do dardo     | Tom Petranoff · África do Sul    | 87.26    | Wilhelm Pauer · África do Sul         | 81.60    | Phillip Spies · África do Sul        | 73.80    |
| Decatlo                 | Mourad Mahour Bacha · Argélia    | 7467     | Gino Antoine · Maurícia               | 6803     | Patrick Legrand · Maurícia           | 6798     |

### Feminino
| Evento                 | Ouro                               | Ouro     | Prata                                | Prata    | Bronze                               | Bronze   |
| ---------------------- | ---------------------------------- | -------- | ------------------------------------ | -------- | ------------------------------------ | -------- |
| 100 metros             | Elinda Vorster · África do Sul     | 11.26    | Marcel Winkler · África do Sul       | 11.31    | Rufina Uba · Nigéria                 | 11.42    |
| 200 metros             | Elinda Vorster · África do Sul     | 23.60    | Marcel Winkler · África do Sul       | 23.60    | Yolanda Steyn · África do Sul        | 24.11    |
| 400 metros             | Omotayo Akinremi · Nigéria         | 52.53    | Aïssatou Tandian · Senegal           | 52.64    | Omolade Akinremi · Nigéria           | 53.14    |
| 800 metros             | Zewde Haile Mariam · Etiópia       | 2:06.20  | Najat Ouali · Marrocos               | 2:07.40  | Ilse Wicksell · África do Sul        | 2:07.48  |
| 1 500 metros           | Elana Meyer · África do Sul        | 4:18.44  | Gwen Griffiths · África do Sul       | 4:20.79  | Najat Ouali · Marrocos               | 4:23.22  |
| 3 000 metros           | Derartu Tulu · Etiópia             | 9:01.12  | Gwen Griffiths · África do Sul       | 9:03.10  | Getenesh Urge · Etiópia              | 9:03.32  |
| 10 000 metros          | Derartu Tulu · Etiópia             | 31:32.25 | Lydia Cheromei · Quénia              | 31:41.09 | Luchia Yishak · Etiópia              | 32:28.86 |
| 100 metros barreiras   | Ime Akpan · Nigéria                | 13.14    | Karen van der Veen · África do Sul   | 13.29    | Annemarie le Roux · África do Sul    | 13.70    |
| 400 metros barreiras   | Myrtle Bothma · África do Sul      | 56.02    | Nadia Zétouani · Marrocos            | 57.31    | Omolade Akinremi · Nigéria           | 57.43    |
| 4×100 metros estafetas | África do Sul                      | 44.53    | Nigéria                              | 45.19    | Madagascar                           | 45.38    |
| 4×400 metros estafetas | Nigéria                            | 3:33.13  | África do Sul                        | 3:36.19  | Maurícia                             | 3:42.68  |
| 5 km marcha            | Dounia Kara · Argélia              | 24:57.02 | Maryse Pyndiah · Maurícia            | 25:11.95 | Susan Bingham · África do Sul        | 25:45.64 |
| Salto em altura        | Lucienne N'Da · Costa do Marfim    | 1.95     | Charmaine Weavers · África do Sul    | 1.92     | Desiré du Plessis · África do Sul    | 1.86     |
| Salto em comprimento   | Karen Botha · África do Sul        | 6.78     | Stella Emefesi · Nigéria             | 5.98     | Maryna van Niekerk · África do Sul   | 5.98     |
| Salto triplo           | Awa Dioum-Ndiaye · Senegal         | 12.47    | Ndounga Kolossi · Quénia             | 12.41    | Sonya Agbéssi · Benim                | 12.17    |
| Arremesso de peso      | Fouzia Fatihi · Marrocos           | 15.82    | Hanan Ahmed Khaled · Egito           | 15.49    | Elizabeth Olaba · Quénia             | 14.77    |
| Lançamento do disco    | Lizette Etsebeth · África do Sul   | 54.84    | Nanette van der Walt · África do Sul | 53.40    | Zoubida Laayouni · Marrocos          | 52.74    |
| Lançamento do dardo    | Seraphina Nyauma · Quénia          | 53.02    | Liezl Roux · África do Sul           | 52.42    | Rhona Dwinger · África do Sul        | 51.28    |
| Heptatlo               | Chrisna Oosthuizen · África do Sul | 5056     | Caroline Kola · Quénia               | 4994     | Albertine Koutouan · Costa do Marfim | 4977     |

## Quadro de medalhas
| Ordem | País            | Medalha de ouro | Medalha de prata | Medalha de bronze | Total |
| ----- | --------------- | --------------- | ---------------- | ----------------- | ----- |
| 1     | África do Sul   | 16              | 16               | 15                | 47    |
| 2     | Nigéria         | 8               | 2                | 5                 | 15    |
| 3     | Quénia          | 4               | 5                | 6                 | 15    |
| 4     | Argélia         | 4               | 1                | 0                 | 5     |
| 5     | Etiópia         | 3               | 1                | 2                 | 6     |
| 6     | Senegal         | 1               | 5                | 1                 | 7     |
| 7     | Marrocos        | 1               | 3                | 3                 | 7     |
| 7     | Maurícia        | 1               | 3                | 3                 | 7     |
| 9     | Madagascar      | 1               | 0                | 2                 | 3     |
| 10    | Costa do Marfim | 1               | 0                | 1                 | 2     |
| 11    | Burundi         | 1               | 0                | 0                 | 1     |
| 12    | Egito           | 0               | 3                | 0                 | 3     |
| 13    | Gana            | 0               | 2                | 1                 | 3     |
| 14    | Seicheles       | 0               | 0                | 1                 | 1     |
| 14    | Benim           | 0               | 0                | 1                 | 1     |